# Formele pieței
În economie, criteriul de bază prin care se poate face distincție între diferitele forme ale pieței este: numărul și mărimea producătorilor și consumatorilor de pe piață, tipurile de bunuri și servicii care sunt comercializate și gradul în care informația se poate răspândi. 

Formele pieței sunt:
- Concurență perfectă care constă într-un număr mare de firme care produc același produs;
- Concurență monopolistică care constă într-un număr mare de firme oarecum independente;
- Oligopol, piața este dominată de un număr restrâns de ofertanți;
- Oligopson, piața este dominată de un număr mare de ofertanți și de un număr redus de cumpărători
- Monopol, există un singur ofertant al unui produs sau serviciu
- Monopol natural, un monopol în care economiile de scară cauzează creșterea eficienței odată cu creșterea mărimii firmei;
- Monopson, există doar un cumpărător pe piață

|           |        | Interesați să cumpere                                                           | Interesați să cumpere           | Interesați să cumpere        |
| --------- | ------ | ------------------------------------------------------------------------------- | ------------------------------- | ---------------------------- |
|           |        | mulți                                                                           | puțini                          | unul                         |
| Ofertanți | mulți  | - polipol bilateral - polipol homogen (concurență perfectă) - polipol heterogen | Oligopol al cererii (Oligopson) | Monopol al cererii (monopson |
| Ofertanți | puțini | Oligopol al ofertei (Oligopol)                                                  | Oligopol bilateral              | Monopol restrâns al cererii  |
| Ofertanți | unul   | Monopol al ofertei (Monopol)                                                    | Monopol restrâns al ofertei     | Monopol bilateral            |

| Structura pieței       | Bariere pentru comercianți | Numărul comercianților | Bariere pentru cumpărători | Numărul cumpărătorilor |
| ---------------------- | -------------------------- | ---------------------- | -------------------------- | ---------------------- |
| Concurență perfectă    | Nu                         | Mulți                  | Nu                         | Mulți                  |
| Concurență monopolistă | Nu                         | Mulți                  | Nu                         | Mulți                  |
| Oligopol               | Da                         | Puțini                 | Nu                         | Mulți                  |
| Oligopson              | Nu                         | Mulți                  | Da                         | Puțini                 |
| Monopol                | Da                         | Unul                   | Nu                         | Mulți                  |
| Monopson               | Nu                         | Mulți                  | Da                         | Unul                   |